# Ṯā
La ṯā (en àrab ثّاء ['θaːʔ]) és la quarta lletra de l'alfabet àrab (vint-i-tresena, amb un valor numèric de 500, en l'ordre abjadí). És una lletra solar.

## Història
Si la considerem variant de la tā (ja que és una de les sis lletres afegides a part de les vint-i-dues heretades de l'alfabet fenici), prové, per via dels alfabets nabateu i arameu, de la tāw fenícia.

## Ús
Representa el so consonàntic /θ/.

## Escriptura
| Aïllada | Final | Medial | Inicial |
| ث       | ـث    | ـثـ    | ثـ      |

La ṯā es lliga a la següent lletra de la paraula. També amb la precedent, sempre que aquesta no sigui àlif, dāl, ḏāl, rā, zāy o wāw, que mai no es lliguen a la lletra posterior.

## Representació, transcripció i transliteració
A la Viquipèdia existeix una proposta de directriu, vegeu-la per a les diferents maneres de transcriure i transliterar ṯā.
Al SATTS s'usen Ṯ i TH. A l'alfabet de xat àrab, s'usa S i TH.
A la representació Unicode, ṯā ocupa el punt U+062B amb el nom ARABIC LETTER THEH.
A la codificació ISO 8859-6, el punt 0xcb.
Com a entitat HTML, es codifica com a &#1579;

## Variants
Com ja s'ha dit, es va fer derivar aquesta lletra de la tā (vegeu per a altres variants d'aquesta) per raons no etimològiques sinó de proximitat fonètica.